# Yagbe’u Seyon
Yagbe’u Seyon (äthiop. ይግባ ጽዮን, Thronname Salomon I., ቀዳማዊ ሰለሞን) († 1294) war von 1285 bis 1294 Negus Negest (Kaiser) von Äthiopien und ein Mitglied der Solomonischen Dynastie. Er folgte seinem Vater Yekuno Amlak auf den Thron.
Da er in den letzten Jahren der Herrschaft seines Vaters mitregiert hatte, war sein Amtsantritt erleichtert. Er bemühte sich die Beziehungen seines Königreichs zu den muslimischen Nachbarn zu verbessern. Ebenso wie seinem Vater gelang es ihm jedoch nicht, die Machthaber in Ägypten davon zu überzeugen, einen Abuna oder Metropolit für die Äthiopisch-Orthodoxe Kirche zu bestimmen.

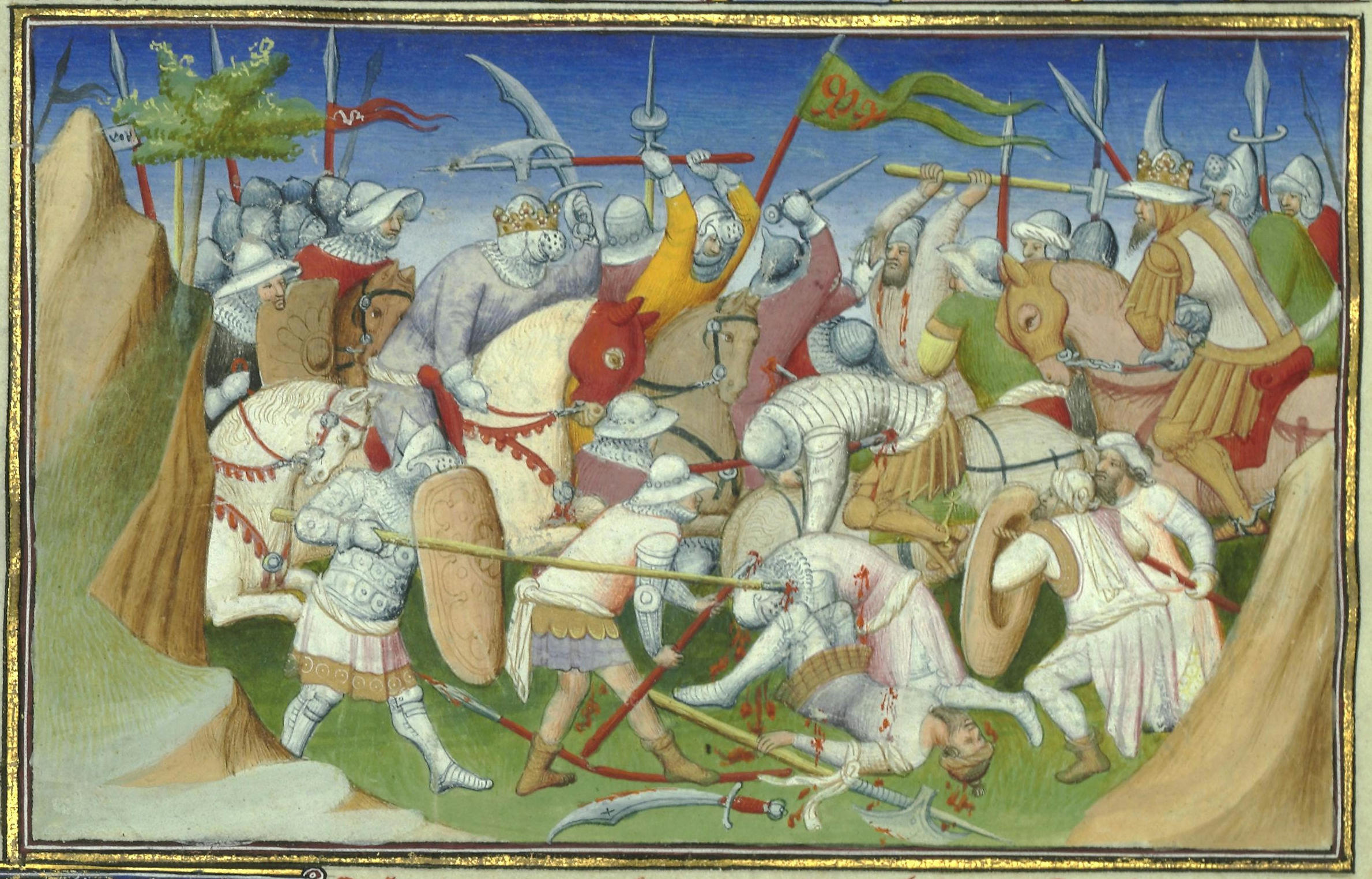
Kaiser Yagbe’u Seyon (links) im Kampf gegen den Sultan von Adal. "Le Livre des Merveilles", 15. Jahrhundert

Zu gleicher Zeit führte er Krieg gegen das Sultanat Ifat im Süden.
Marco Polo berichtet, dass einer der „Prinzen“ von Äthiopien 1288 eine Pilgerreise nach Jerusalem plante, um so dem Beispiel einiger seiner Untertanen zu folgen. Ihm wurde jedoch von diesem Projekt abgeraten, und so schickte er stattdessen seinen „Bischof“. Auf dem Rückweg wurde dieser Bischof durch den „Sultan von Aden“ in Gewahrsam genommen. Dieser versuchte den Geistlichen zum Islam zu bekehren. Als ihm dies nicht gelang, ließ er den Bischof vor seiner Freilassung beschneiden. Der „Prinz“ rückte daraufhin gegen Aden vor, und der Sultan unterlag, trotz der Unterstützung durch zwei weitere muslimische Verbündete. Die Hauptstadt fiel in die Hände des Prinzen. Einige Historiker, darunter Trimingham und Pankhurst, identifizieren den Herrscher mit Yagbe’u Seyon und berichtigen die Angaben Polos. Demnach handelte es sich um Adal und nicht um den arabischen Hafen. Die Hauptstadt des Sultans wäre demnach Zeila.
Die Historiker sind uneins über die Lage nach dem Tod Yagbe’u Seyons. Paul B. Henze zufolge konnte sich der Kaiser nicht entscheiden, welchem seiner Söhne er das Königreich vermachte, und ordnete an, dass abwechselnd jeder für ein Jahr herrschen solle.
Andererseits hält Taddesse Tamrat fest, dass in den Wirren nach seiner Herrschaft jeder seiner Söhne für einige Zeit den Thron besetzte.